# Бобырев, Валентин Васильевич
Валенти́н Васи́льевич Бо́бырев (род. 23 ноября 1947, Валуйки, Курская область) — советский и российский юрист, кандидат юридических наук; государственный деятель; депутат Государственной думы Российской Федерации 4-го (2003—2007) и 5-го созывов (2007—2011).

## Биография
С 1966 г. служил в рядах Советской армии, с 1969 г. — в органах внутренних дел. В 1971 г. окончил Калининградскую школу милиции, в 1971—1996 гг. служил на должностях оперативно-начальствующего состава. В 1977 г. окончил Всесоюзный заочный юридический институт (специальность «юрист»), в 1983 г. — Академию МВД СССР (специальность «юрист — организатор управления в сфере правопорядка»).
В 1996—1997 гг. — заместитель генерального директора ЗАО «Менатеп Импекс Шугар Трэйдинг Компани», в 1997—1998 гг. — заместитель директора дирекции новых технологических проектов ЮКОСа.
В 1999—2002 г. — в федеральных органах налоговой полиции РФ: руководитель группы консультантов Директора, первый заместитель начальника Управления, в 2000 г. — начальник Главного организационно-инспекторского управления Федеральной службы налоговой полиции России.
В 2002—2003 гг. — заместитель генерального директора компании «Базовый элемент».
В 2003 г. — заместитель главы администрации Новосибирской области. В том же году избран депутатом Государственной Думы Федерального Собрания РФ 4-го созыва (фракция ЛДПР), с 2007 г. — депутатом Государственной Думы 5-го созыва. Член фракции «Единая Россия»; с 2003 г. — заместитель председателя Комитета по безопасности, член Комиссии по рассмотрению расходов федерального бюджета, направленных на обеспечение обороны и государственной безопасности РФ; с 2007 г. — заместитель председателя Комитета Государственной Думы по гражданскому, уголовному, арбитражному и процессуальному законодательству.
С 2011 г. — заместитель председателя Правительства Омской области; с марта 2012 г. — депутат поселкового Совета Замелетеновского сельского поселения Любинского района Омской области.
Член Всероссийской политической партии «Единая Россия», член президиума политсовета Новосибирского регионального отделения партии.
Автор более 20 научных работ.

## Избранные труды
Источник — электронные каталоги РНБ Архивная копия от 22 января 2010 на Wayback Machine
- Бобырев В. В. Законодательная деятельность — основа позитивного развития страны : избранные статьи, выступления и интервью депутата Государственной Думы Федерального Собрания Российской Федерации. — М.: изд. дом Шумиловой И. И., 2007. — 184 с.
- Бобырев В. В. Теневая экономика в промышленной сфере: проблемный анализ, механизмы противодействия. — М.: ЦентрЛитНефтеГаз, 2011. — 324 с.
- Проблемы законодательного обеспечения борьбы с незаконной миграцией : [материалы «круглого стола» на тему «Незаконная миграция, её влияние на криминогенную обстановку в Российской Федерации. Проблемы законодательного обеспечения борьбы с незаконной миграцией», 4 декабря 2006 / Под общ. ред. В. В. Бобырева]. — М.: изд-е Государственной Думы, 2007. — 135 с.

## Звания и награды
- Орден Александра Невского (?).
- Заслуженный юрист РФ
- медаль «За отличие в охране общественного порядка»
- медаль «За безупречную службу» I, II и III степеней
- медаль «200 лет Министерству обороны»
- медаль «За боевое содружество»
- медаль Анатолия Кони
- Почётная грамота Государственной Думы
- именное оружие (дважды)
- нагрудный знак «Почётный сотрудник налоговой полиции»
- памятная юбилейная медаль «100 лет со дня учреждения Государственной Думы в России» (2006)
- знак «Отличник милиции»
- орден преподобного Серафима Саровского III степени
- орден «Слава нации»
- орден «Гордость России» (2008)[2]